# 湯浦站
湯浦站（日语：／ Yunoura eki */?）是位於熊本縣葦北郡蘆北町大字宮崎，肥薩橙鐵道線的車站。車站編號為OR10。
此站至鄰站津奈木站之間為雙線，為肥薩橙鐵道線內唯一雙線區間以及兩站之間距離最長。

## 歷史
- 1926年（大正15年）9月12日 - 鐵道省肥薩線（第一代）車站啟用。當時為終點站。
- 1927年（昭和2年）10月17日 - 路線改名，成為鹿兒島本線車站。
- 1966年（昭和41年）9月27日 - 此站至倉谷號誌站（日语：倉谷信号場）（已廢止）之間暫時成為雙線鐵路。
- 1968年（昭和43年）5月23日 - 此站至津奈木站之間完全成為雙線鐵路。
- 1970年（昭和45年）9月1日  - 隨着引入CTC，成為無人車站。由水俁站管理此站。
- 1977年（昭和52年）3月  - 現時車站大樓竣工。
- 1987年（昭和62年）4月1日 - 伴隨國鐵分割民營化，車站由九州旅客鐵道（JR九州）營運。
- 2004年（平成16年）3月13日 - 九州新幹線鹿兒島中央站（當日由西鹿兒島站改名而成）至新八代站之間開業，使鹿兒島本線八代站至川內站之間的鐵路業務由肥薩橙鐵道繼承。

## 車站構造
車站是一座地面車站，設有2面2線的相對式月台。沒有車站大樓，只有由混凝土建成候車室。車站是一座無人車站。此站曾經設有木造車站大樓，並且是有人車站。在成為無人車站後，1977年重建成為簡易車站大樓，成為簡易委託車站，設有售票櫃賣。車站職員只會在早上至黃昏發售車票與定期票，直至JR時代後期不再設有車站職員當值發售車票，完全成為無人車站。
| 月台 | 路線          | 上下行 | 方向                   | 備註 |
| ---- | ------------- | ------ | ---------------------- | ---- |
| 1    | ■肥薩橙鐵道線 | 下行   | 水俁、出水方向         |      |
| 2    | ■肥薩橙鐵道線 | 上行   | 佐敷、八代、新八代方向 |      |

由於在九州新幹線開業後，此站會轉讓給第三部門鐵路營運，因此九州旅客鐵道（JR九州）時代末期的站名牌生鏽了卻不替換。與海浦站、袋站相同情況。現時2號月台上蓋附近的長椅上還遺留國鐵時的站名牌。

## 使用狀況
| 1日上下車人次變遷 | 1日上下車人次變遷 |
| 年度              | 1日平均人次       |
| ----------------- | ----------------- |
| 2011年            | 243               |
| 2012年            | 199               |
| 2013年            | 174               |
| 2014年            | 168               |

## 車站周邊
車站周邊都是住宅區。另外，北邊設有湯浦溫泉的溫泉街。
- 蘆北町公所湯浦出張所
- 湯浦郵局
- 蘆北町湯浦運動公園
- 蘆北町立湯浦中學
- 蘆北町立湯浦小學
- 蘆北町立星野富弘美術館（日语：芦北町立星野富弘美術館）
- 湯之香橋（參與熊本Artpolis（日语：くまもとアートポリス）項目）

## 巴士路線
- 健康公園蘆北前 - 在國道3號上。距離後面出口最近。
  - 產交巴士（日语：九州産交バス）
    - 水俁產交（日语：産交バス水俣営業所）（經綱木溫泉、新水俁站）
    - 道之驛田浦（日语：道の駅たのうら）（經佐敷）
- 栫 - 在站前道路向南方向行走，越過平交道後在國道3號上。距離車站約500米。
  - 產交巴士
    - 水俁產交（經綱木溫泉、新水俁站）
    - 道之驛田浦（經佐敷）

曾經在站前（湯之浦站前）設有產交巴士路線。從此站前往佐敷站、佐敷車廠、社教中心入口、古石、長崎、百木、水俁產交（經大崎、平國）的巴士路線。古石、長崎、百木方向於2011年5月31日，水俁、佐敷方向於2015年9月30日廢止。現時站前設有廢止替代巴士「蘆北連繫學校巴士」路線，並沒有定期巴士路線駛入。

## 相鄰車站
肥薩橙鐵道
■肥薩橙鐵道線
■快速「超級橙」（只於星期六日運行）
通過
■快速「快速海洋快車薩摩」（只限4號停站）（只於星期六日運行）、■普通
佐敷（OR09）－湯浦（OR10）－（倉谷號誌站（已廢止））－津奈木（OR11）

## 注腳
1. 1 2  国土数値情報(駅別乗降客数データ)  （页面存档备份，存于） - 國土交通省、2018年3月21日參閲

## 外部連結
- 湯浦站（各站資訊） （页面存档备份，存于） - 肥薩橙鐵道